# Teignmouth
Teignmouth (IPA: /ˈtɪnməθ/) – miasto położone na północnym brzegu estuarium rzeki Teign w południowym Devon, w Anglii. W XVIII wieku zmieniło się z małego portu rybackiego w znaną miejscowość wypoczynkową, aby rozwijać się dalej po otwarciu linii kolejowej South Devon Railway 30 maja 1846.

## Historia
Zachodnia część miasta (poza pubem Jolly’ego Sailora) została zniszczona przez pożar podczas krótkotrwałej inwazji wojsk francuskich w roku 1690, zresztą ostatniej w historii inwazji na Anglię (jednak nie ostatnią na Wielką Brytanię – w 1797 Francuzi zaatakowali Carreg Gwastad w walijskim hrabstwie Pembrokeshire). French Street, wraz ze znajdującym się tam muzeum, jest pamiątką po tamtych wydarzeniach.

## Transport

### Port

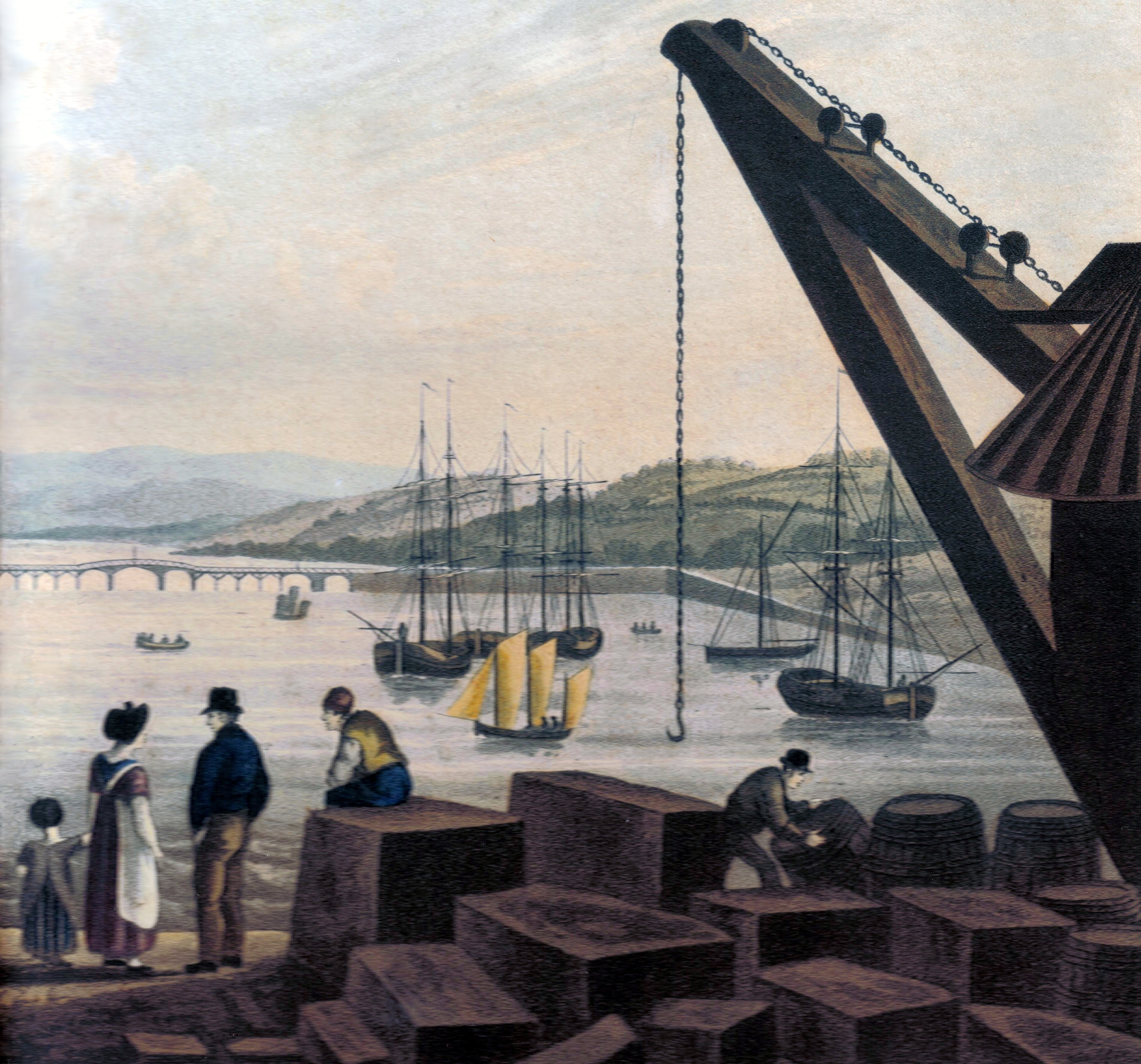
Port w Teignmouth w 1827 roku

Port, istniejący od XIII wieku, jest ciągle aktywny; głównie handluje się tu gliną, drewnem oraz różnego rodzaju ziarnem, jest to także przystań dla wielu jachtów oraz żaglówek. Stąd wysłano pochodzący z kamieniołomów koło Haytor granit do budowy London Bridge; płynął on kanałem Stover i rzeką Teign aż do portu w New Quay, zbudowanego właśnie dla handlu granitem w latach 1821–1825.
Old Quay zostało sprzedane George’owi Hennetowi w roku 1850 i stało się centrum jego sieci handlowej. Rok wcześniej Old Quay zostało włączone do South Devon Railway.

### Shaldon Bridge
Oryginalny most, podparty 34 drewnianymi łukami i mierzący 1671 stóp (ok. 550 m) został otwarty 8 czerwca 1827 roku. Most Shaldon lub Teignmouth nad ujściem Teign, prowadzący do Shaldon i Torquay, był w owych czasach najdłuższym mostem drewnianym w Anglii. Po jego dwukrotnym częściowym zapadnięciu się (w 1838 i 1893) został całkowicie odbudowany w roku 1931. Rada hrabstwa Devon wykupiła most od Shaldon Bridge Company dnia 28 października 1948 za sumę 90 tysięcy funtów i zniosła opłaty za przejazd.
Most spinający brzegi Teign istniał już za czasów rzymskich i podczas budowy Shaldon Bridge drewno pochodzące z dawnej konstrukcji zostało użyte do zrobienia stołu, który stanął w Lindridge House. Niestety został on zniszczony w pożarze, który wybuchł w budynku tuż przed jego przekwalifikowaniem na hotel w latach 60.

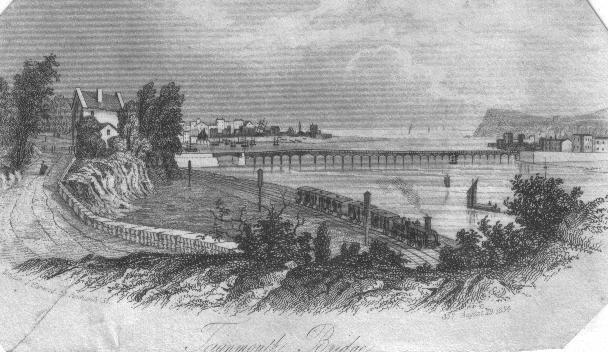
Kolej szerokotorowa opuszczająca Teignmouth (w tle most Shaldon i Ness), około 1854

### Kolej
Stacja kolejowa w Teignmouth położona jest niedaleko centrum miasta; obsługuje połączenia z większością stacji w Devon, a nawet z Londynem.
Linia zbudowana przez Isambard Kingdom Brunela biegnie na kilkumilowym odcinku od Newton Abbot do Dawlish przez kamienisty pas wybrzeża pomiędzy morzem a wybrzeżem klifowym, kończy się zaś w Exeter. Część tej linii była oryginalnie przystosowana do kolei szerokotorowej (rozstaw osi 7 stóp i 1/4 cala); kolej ta pracowała systemem atmosferycznym, w którym para pompowana w regularnych odstępach czasu wytwarzała ciąg powietrza. Mechanizm ten jednak okazał się nieskuteczny i powrócono do normalnego napędzania parowego.

## Geografia
Połączenie z Shaldon, wsią położoną na przeciwległym brzegu, możliwe jest dzięki przeprawie promem przy samym ujściu bądź za pomocą mostu, leżącego trochę bardziej w górę rzeki.
W okolicy portu leży wyspa Salty, powstała w trakcie prac pogłębiających. Sieci na łososie są wciąż używane przez miejscowych, przede wszystkim w pobliżu Shaldon Bridge.
Kawał czerwonego piaskowca, zwany Ness (ang. cypel) jest najlepiej rozpoznawalnym symbolem miasta od strony morza.

## Miasto partnerskie
- Perros-Guirec, Francja

## Turystyka
Mimo znacznego spadku znaczenia turystyki w Teignmouth od czasów swej największej świetności w XVIII wieku, miasto wciąż przyjmuje dość dużą liczbę turystów, głównie zainteresowanych wypoczynkiem na plaży oraz zwiedzaniem okolicznego molo.

## Ludzie w historii miasta
- Poeta John Keats spędził tu kilka tygodni, podczas których ukończył swój poemat „Endymion”.
- Wszyscy członkowie zespołu Muse pochodzą z Teignmouth.
- Charles Babbage (1791–1871), znany angielski matematyk, filozof analityczny, inżynier i naukowiec zajmujący się ideą programowalnego komputera, mieszkał tu przez kilka lat.
- Donald Crowhurst, biorący udział w konkursie „Sunday Times Golden Globe Race”, wyruszył z Teignmouth w skazaną na niepowodzenie podróż dookoła świata trimaranem o nazwie Teignmouth Electron, nadanej na cześć miasta i jego kompanii elektronicznej.
- Patrick Wolf napisał piosenkę o tytule „Teignmouth”, która trafiła na jego album Wind in the Wires.
- John Shore, Pierwszy Baron Teignmouth (5 października 1751 – 14 lutego 1834) był brytyjskim politykiem służącym w latach 1793–1797 w Indiach jako gubernator generalny.